# 1003 Lilofee
1003 Lilofee је астероид главног астероидног појаса чија средња удаљеност од Сунца износи 3,143 астрономских јединица (АЈ).
Апсолутна магнитуда астероида је 10,2 а геометријски албедо 0,062.